# Manoir Lóngos
Le manoir Lóngos (grec moderne : Μέγαρο Λόγγου / Mégaro Lóngou), aussi connu sous le nom de Maison Rouge (Κόκκινο Σπίτι / Kókkino Spíti) en raison de sa couleur rouge brique à l'extérieur, est une maison de trois étages située sur la place Agías Sofías (en) dans le centre de Thessalonique. Il a été conçu en 1926 par l’architecte Leonardo Gennari pour la famille de Grigórios Lóngos, un riche industriel textile de Náoussa, dans un style néo-byzantin.

## Histoire
Plus tard, il la donna à son frère Ioánnis, c'est pourquoi il est connu comme « manoir Ioánnis Lóngos ». En 1983, il a été répertorié par le Ministère grec de la Culture à des fins de préservation.
Au début de 2014, Iván Savvídis (en), le riche homme d'affaires et propriétaire de l'équipe de football du PAOK Salonique FC, a acheté la maison pour quatre millions d'euros. Une boutique de vente officielle PAOK s'y trouve maintenant.
La société qui avait entrepris sa construction a fait faillite quelques mois plus tard et l'usine Lóngos à Náoussa a été détruite par un incendie. En conséquence, des rumeurs ont couru sur des suicides et des fantômes dans le manoir abandonné.